# En France, on n'a pas de pétrole mais on a des idées
« En France, on n'a pas de pétrole mais on a des idées » est une expression française issue d'un slogan publicitaire gouvernemental de l'Agence des économies d'énergie (AEE), ancêtre de l'Agence de l'environnement et de la maîtrise de l'énergie (ADEME) apparu dans les années 1970 pour faire face au premier choc pétrolier de 1973.
Valéry Giscard d'Estaing alors ministre des Finances, popularise cette expression pour accompagner l'idée de la remise en place de l'heure d'été en 1973, qu'il imposera ensuite en 1976 une fois président de la République française. 

## Pétrole en France
Toutefois, ce slogan n'est pas tout à fait exact stricto sensu, puisque la France possède des réserves pétrolières dans le bassin parisien et le bassin aquitain, qui en 60 ans d'activité ont produit en cumulé autour de 100 millions de tonnes de pétrole brut, mais ce qui reste une très faible quantité (autour de 1%) par rapport à la consommation en pétrole du pays.

## Dans la culture populaire
L'expression est parfois reprise dans la presse en France lorsqu'on évoque des politiques de sobriété énergétique, que ce soit à l'occasion de la COP 28 ou lors de la Semaine européenne du développement durable mais aussi lors de contextes risquant d'être instables sur le plan énergétique à la suite de la guerre russo-ukrainienne ou de la guerre à Gaza depuis 2023.
Parfois considérée comme une « une marque de fabrique du bon sens ou de la débrouillardise supposés des Français », l'expression est également déclinée sous différentes formes, généralement sur la base d'« on n'a pas de pétrole, mais... », quelques exemples :
- « On n'a pas de pétrole, mais on a des aînés », par le sociologue Serge Guérin[14] ;
- « On n'a pas de pétrole, mais on a du lithium », par Emmanuel Macron[15],[16] ;
- « On avait pas de pétrole et pas d'idée », titre d'article de Fabrice d'Almeida du magazine Marianne[17];
- « En France on n’a pas de pétrole, mais on veut des IA »[18].